# Pedro de Castañeda de Nájera
Pedro de Castañeda de Nájera (Lebensdaten unbekannt), auch kurz Pedro de Castañeda war ein spanischer Chronist Mitte des 16. Jahrhunderts, der aus Nájera in Nordspanien stammte.

## Leben und Werk
Er war Mitglied und Chronist der Expedition des spanischen Konquistadors Francisco Vásquez de Coronado (1510–1554) durch Nordamerika. Zur Zeit der Organisation der Expedition befand er an einem spanischen Außenposten in Culiacán im Nordwesten Mexikos. Er war verheiratet und hatte mindestens acht Kinder.

## Relación de la jornada de Cíbolavon 1540
Castañedas ursprünglicher Bericht, Relación de la jornada de Cíbola compuesta por Pedro de Castañeda de Nácera donde se trata de todas aquellos poblados y ritos, y costumbres, la cual fué el año de 1540 (Bericht über die Reise nach Cíbola verfasst von Pedro de Castañeda de Nájera, der von all diesen Siedlungen, Riten und Bräuchen berichtet, und zwar im Jahr 1540), ist verloren gegangen, aber eine Kopie aus dem Jahr 1596 befindet sich in der Lenox Library in New York City. Die Abschrift eines Berichts über die Expeditionen des Conquistadors Francisco Vásquez de Coronado zur Eroberung der siete Ciudades de Cíbola (sieben Städte von Cíbola) beschreibt die Reise von Coronado und seiner Armee durch das heutige Arizona, New Mexico, Texas, Oklahoma und Kansas und enthält Beschreibungen der Begegnungen der Expedition mit Angehörigen der Stämme der Apachen, Navajo, Comanchen und Cheyenne sowie eine frühe Beschreibung des Grand Canyon.
Henri Ternaux-Compans (1807–1864) hat Castañedas Reise unter dem Titel Relation du voyage de Cibola entrepris en 1540 par Pédro de Castañeda de Nagera ins Französische übersetzt (Paris, 1838). In englischer Sprache wurde sie von George Parker Winship (1871–1952) übersetzt und herausgegeben.